# Kick Axe
Kick Axe es una banda de heavy metal de origen canadiense, popular por su álbum Vices de 1984. La banda logró algo de reconocimiento comercial en los años 1980 principalmente por sencillos como "Heavy Metal Shuffle", "On the Road to Rock" y "Rock The World". Seguido a la publicación del álbum Rock the World de 1986, Kick Axe entró en un hiato hasta el año 2004, donde regresaron a la escena con el álbum Kick Axe IV.

## Músicos

### Actuales
- Daniel Nargang - voz
- Larry Gillstrom - guitarra
- Raymond Harvey - guitarra
- Brian Gillstrom - batería
- Victor Langen - bajo

### Anteriores
- Gary Langen - batería
- George Criston - voz
- Charles McNary - voz
- Dave Zurowski - guitarra

## Discografía
- Keep on Riding & Ashes to Ashes (1979)
- Weekendride & One More Time (1981)
- Vices (1984)
- Welcome to the Club (1985)
- Rock the World (1986)
- Kick Axe IV (2004)